# Westport (Connecticut)
Westport is een plaats (census-designated place) in de Amerikaanse staat Connecticut, en valt bestuurlijk gezien onder Fairfield County.

## Demografie
Bij de volkstelling in 2000 werd het aantal inwoners vastgesteld op 25.749.

## Geografie
Volgens het United States Census Bureau beslaat de plaats een oppervlakte van
86,3 km², waarvan 51,8 km² land en 34,5 km² water. Westport ligt op ongeveer 76 m boven zeeniveau.

## Geboren
- David Marshall Grant (21 juni 1955), acteur, filmproducent en scenarioschrijver

## Overleden
- William Glackens (1870-1938), kunstschilder
- Hilla von Rebay (1890-1967), Duits-Amerikaanse schilder
- Helen Keller (1880-1968), schrijfster en taalkundige
- Dan Hartman (1950-1994), zanger, componist, producer
- Imogene Coca (1908-2001), actrice
- Paul Newman (1925-2008), acteur, regisseur
- Cecilia Hart (1948-2016), actrice
- A.E. Hotchner (1917-2020), schrijver